# Santiago Elías
Santiago Daniel Elías (Buenos Aires, 2 febbraio 1983) è un allenatore di calcio a 5 ed ex giocatore di calcio a 5 argentino.

## Carriera
Fatta eccezione per una stagione disputata con il Napoli Vesevo nella Serie A2 italiana, la carriera di Elías si è svolta per intero nel Pinocho, di cui è stato a lungo capitano.  A livello individuale, è stato eletto miglior portiere al mondo ai Futsal Awards del 2009.

## Palmarès

### Club
- División de Honor: 11
Pinocho: 2005 (A, C), 2006 (A), 2007 (A, C), 2008 (A), 2010 (A, C), 2011 (A), 2012 (C), 2015 (C)
- Campionato di serie A2: 1
Napoli Vesevo: 2008-09 (girone B)

### Individuale
- Futsal Awards: 1
Miglior portiere: 2009